# Johanna Langefeld
Johanna Langefeld (Essen, Imperi Alemany, 5 de març de 1900 - Augsburg, Alemanya, 26 de gener de 1974) va ser una guardiana dels camps de concentració nazis que va participar activament en l'Holocaust.

## Joventut
Nascuda a Kupferdreh (conegut actualment com a Essen), va créixer en el si d'una família nacionalista i luterana. L'any 1924 es va mudar a Mülheim i es va casar amb Wilhem Langefeld, que va morir al cap de dos anys a causa d'una obstrucció pulmonar. L'any 1928 es va quedar embarassada d'un altre home, raó per la qual es va mudar un altre cop, aquesta vegada a Dusseldorf, on va néixer el seu fill. Va estar desocupada fins als 34 anys, quan va començar a exercir de mestra d'economia domèstica en un negoci comercial a la ciutat de Neuss. A partir del 1935 va treballar de guardiana a una institució del treball (Arbeitsanstalt) a Brauweiler, que de fet era un reformatori per prostitutes, gent sense feina, dones sense llar i tots aquells denominats com “asocials”, que posteriorment foren ingressats en camps de concentració. L'any 1937 Langefeld va començar a militar al Partit Nacional Socialista dels Treballadors Alemanys.

## En el camp de concentració
El març de 1938 es va allistar per treballar com a guardiana al primer camp de concentració per a dones de les Schutzstaffel, a Lichtenburg. Al cap d'un any s'havia convertit en superintendent del camp i va ser transferida al camp de concentració de Ravensbrück el maig de 1939. El seu càrrec (Oberaufseherin), la convertia en l'assistent del líder de custòdia preventiva del camp. També va estar a càrrec de la selecció durant l'anomenada “Campanya d'assassinats”. A mitjans de març del 1942 estava assignada al nou edifici femení del complex d'Auschwitz. Allà, ajudava amb la selecció de presoners per a les cambres de gas. El comandant del camp, Rudolf Hess, va ordenar que el camp de dones estigues completament sota la seva jurisdicció, ja que Himmler i el règim desitjaven que el camp femení estigués només comandat per dones, i que cap home de les SS hi entres. Al cap d'unes poques setmanes, va convèncer el Cap de l'Oficina principal d'Administració i Economia de les SS, a Berlín, perquè la transferís de nou a Ravensbrück i Maria Mandel es va convertir en la nova oberaufseherin d'Auschwitz. Segons el testimoni de Margarete Buber-Neumann, presonera que es va convertir en assistent de Langefeld a Ravensbrück, Johanna va ser destituïda per la seva excessiva simpatia cap als presoners polonesos, separada del seu fill i arrestada a Breslau, on el Tribunal de les SS va preparar un judici contra ella. Tot i això mai va ser portada a judici i va ser relegada a funcions secundàries al camp. Es va mudar a Múnic i va començar a treballar a la fàbrica de l'empresa BMW.

## Arrest i mort
El 20 de desembre de 1945 va ser arrestada per l'exèrcit dels Estats Units d'Amèrica i portada l'any 1946 a Polònia, on es va preparar un judici a Cracòvia contra el personal de les SS a Auschwitz. El 23 de desembre de 1946, Johanna Langefeld va escapar de la presó, es va amagar dins d'una església i va començar a treballar al servei domèstic d'una casa. L'any 1957 va marxar a viure a casa la seva germana a Múnic. Va morir a Augsburg el 26 de gener de 1974, a l'edat de 73 anys, sense pagar pels seus crims.